# Wilsall
Wilsall és una concentració de població designada pel cens dels Estats Units a l'estat de Montana. Segons el cens del 2000 tenia 237 habitants.

## Demografia
Segons el cens del 2000, Wilsall tenia 237 habitants, 102 habitatges, i 68 famílies. La densitat de població era de 90,6 habitants per km².
Dels 102 habitatges en un 25,5% hi vivien nens de menys de 18 anys, en un 55,9% hi vivien parelles casades, en un 7,8% dones solteres, i en un 33,3% no eren unitats familiars. En el 28,4% dels habitatges hi vivien persones soles el 9,8% de les quals corresponia a persones de 65 anys o més que vivien soles. El nombre mitjà de persones vivint en cada habitatge era de 2,32 i el nombre mitjà de persones que vivien en cada família era de 2,85.
Per edats la població es repartia de la següent manera: un 23,6% tenia menys de 18 anys, un 4,6% entre 18 i 24, un 23,2% entre 25 i 44, un 28,7% de 45 a 60 i un 19,8% 65 anys o més.
L'edat mediana era de 44 anys. Per cada 100 dones de 18 o més anys hi havia 94,6 homes.
La renda mediana per habitatge era de 29.643 $ i la renda mediana per família de 30.357 $. Els homes tenien una renda mediana de 28.000 $ mentre que les dones 21.607 $. La renda per capita de la població era de 14.585 $. Aproximadament el 16,7% de les famílies i el 17,9% de la població estaven per davall del llindar de pobresa.

## Poblacions més properes
El següent diagrama mostra les poblacions més properes.